# حسین یوسف‌زمانی
حسین یوسف‌زمانی (زادهٔ ۱ شهریور ۱۳۱۲ در سنندج – درگذشتهٔ ۱۰ دی ۱۳۹۲ در تهران) آهنگساز و نوازندهٔ ویلن کرد بود. برادر وی حسن یوسف‌زمانی نیز آهنگساز بود.

## زندگی
حسین یوسف‌زمانی در سال ۱۳۱۲ در شهر سنندج متولد شد، پس از تحصیلات دوره اول متوسطه وارد مدرسه موزیک نظام شد و طی دو سال از این مدرسه فارغ‌التحصیل گردید. وی در این دوران با همراهی حسن یوسف زمانی (برادر حسین یوسف‌زمانی) و حسن کامکار (پدر کامکارها) اولین کلاس موسیقی را در شهر سنندج تأسیس می‌کنند.
حسین یوسف‌زمانی اوایل سال ۱۳۳۷ برای ادامه تحصیل به تهران عزیمت کرده و وارد کنسرواتوآر هنرستان عالی موسیقی شد و همزمان با تحصیل موسیقی همکاری خود را با رادیو ایران شروع کرد. در اواخر سال‌های تحصیل به دعوت محشمت سنجری وارد ارکستر سمفونیک تهران واپرای تهران شد و همزمان با ارکسترهای مختلف از جمله ارکستر گلها، باربد، نکیسا، جاز فلکلوریک، و ارکسترهای دیگر همکاری داشت و پس از ۸ سال سال موفق به اخذ لیسانس با درجه ممتاز گردید.
حسین یوسف‌زمانی طی این سال‌های طولانی آثار موسیقایی بسیاری برای ارکستر ملی، ارکستر سمفونیک، ارکستر کردی و دیگر ارکسترها تصنیف نمونه و بسیاری از همان آثار را نیز رهبری کرده که پس از آماده‌سازی نهایی به صورت نوار یا پخش از رادیو و تلویزیون در اختیار دوستداران موسیقی قرار گرفته‌است.
از جمله آثار او می‌توان به سوییت سمفونی سوگ سهراب (قطعه موسیقایی الهام گرفته شده از شاهنامه) که به مناسبت هزاره سرایش شاهنامه و بزرگداشت ابولقاسم فردوسی به سفارش سازمان یونسکو در جهان پخش شده اشاره کرد. از آثار دگر وی مجموعهٔ «مهتاب» برای ارکستر سمفونیک با صدای صدیق تعریف، مجموعه «بوی باران» به همراهی ارکستر سمفونیک و صدای محمدرضا شجریان، ترانه‌های «باغ ارغوان»، «گنبدهای سبز و آبی»، «پریزاد» با صدای علیرضا افتخاری، مجموعه بارون بارونه (دونوازی ویلن و پیانو) با همنوازی هومن خلعتبری، قطعه پویم سمفونیک غمی سنگین به مناسبت زلزله رودبار در سال ۱۳۶۹ و قطعهٔ «نسیم سرد پاییز» با صدای مظهر خالقی و آثار دیگر اشاره کرد.
وی شاگرد سرژ خوتسیف بود (خوتسیف نیز شاگرد لئوپولد آئر) روس بود. یهودی منوهین و یاشا هایفتز از دیگر شاگردان لئوپولد آئر بودند.
وی طی پنجاه سال فعالیت هنری شاگردان بسیاری را تربیت نمود و تا واپسین روزهای زندگانیش به این امر استمرار ورزید. در سال ۱۳۹۲ مدرک درجه یک هنری به او اعطاء شد. 
حسین یوسف زمانی در سه‌شنبه ۱۰ دیماه ۱۳۹۲ پس از یک دوره بیماری سرطان مغز استخوان در بیمارستان پارسیان تهران درگذشت.

## تمبر یادبود
بهمن ۱۳۹۹، در آیینِ ششمین سال‌نوای موسیقی ایران، از تمبر اختصاصی یادبود حسین یوسف‌زمانی، توسط فریدون شهبازیان و مینا افتاده رونمایی شد.

## آثار

### آثار بدون کلام
- سوئیت سمفونی سوگ سهراب
- رها (برمبنای محلی کردی دوبه‌دو)
- مارش نبرد
- بانگ (برمبنای الله اکبر و لااله‌الاالله)
- موزیک‌های میان‌پرده
- رهرو
- نیایش
- موج
- اوج
- شادی کوچولو
- مارش شاهین
- جهش
- آلبوم محلی (فولکلور) «بارون بارونه» (دختر بویر احمدی، شاه چراغ، امان هی امان، آخ لیل، آگر بارانه، بارون بارون، دوبدو، بلال بلالم و میخوام برم کوه) (پیانو: هومن خلعتبری)

"بوی باران" با صدای محمدرضا شجریان و آهنگ‌سازی حسین یوسف‌زمانی

### آثار با کلام

#### آلبوم‌ها
| آلبوم‌ها   | آلبوم‌ها    | آلبوم‌ها | آلبوم‌ها    | آلبوم‌ها        | آلبوم‌ها | آلبوم‌ها                                      |
| --------- | ---------- | ------- | ---------- | -------------- | ------- | -------------------------------------------- |
| نام آلبوم | سال انتشار | آهنگساز | تنظیم‌کننده | خواننده        | ناشر    | توضیحات                                      |
| بوی باران | ۱۳۷۸       | آری     | آری        | محمدرضا شجریان | دل‌آواز  | اجرا شده در دستگاه چهارگاه و افشاری          |
| مهتاب     | ۱۳۸۹       | آری     | آری        | صدیق تعریف     | سروش    | اجرا توسط ارکستر سمفونیک به همراه سازهای ملی |

#### ترانه‌ها[۸]
| ترانه‌ها                    | ترانه‌ها                           | ترانه‌ها           | ترانه‌ها        | ترانه‌ها         |
| -------------------------- | --------------------------------- | ----------------- | -------------- | --------------- |
| خواننده                    | ترانه                             | ترانه‌سرا          | آهنگ‌ساز        | تنظیم‌کننده      |
| بهرام گودرزی               | قفس تن                            |                   | آری            |                 |
| بهرام گودرزی و گروه کُر     | فتح در میدان                      | حمید سبزواری      | آری            |                 |
| بهرام گودرزی               | دشمن‌شکن                           | دکتر قدمعلی سرامی | آری            |                 |
| بهرام گودرزی               | سرا اندازان                       | مولانا            | آری            |                 |
| بهرام گودرزی               | همسنگر                            | قدمعلی سرامی      | آری            |                 |
| بهرام گودرزی               | دشمنی؟ نه دوستی؟ آری              | حافظ              | آری            |                 |
| بهرام گودرزی               | سوگ                               | قدمعلی سرامی      | آری            |                 |
| بهرام گودرزی               | فردا روشن                         |                   | آری            |                 |
| بهرام گودرزی               | دریای حادثه                       | نیکو              | مهرزاد شکوهمند | آری             |
| علیرضا افتخاری             | پریزاد                            | علی معلم          | آری            |                 |
| علیرضا افتخاری             | باغ ارغوان                        | ساعد باقری        | آری            |                 |
| علیرضا افتخاری             | گنبدهای سبز و آبی                 | ساعد باقری        | آری            |                 |
|                            | پیام من                           | قدمعلی سرامی      | آری            |                 |
| اسفندیار قره‌باغی و گروه کُر | خوزستان                           | عبدالمجید جوادیان | آری            |                 |
| اسفندیار قره‌باغی           | باران                             | قدمعلی سرامی      | آری            |                 |
| سیمین غانم                 | رقص بارون                         | عمران صلاحی       | آری            |                 |
| سیمین غانم                 | پرواز                             | عبدالله الفت      | آری            |                 |
| هایده                      | گریه امونم نمیده                  |                   | آری            |                 |
| هایده                      | می‌خوام حرفی بزنم                  | مهندس باغ شمالی   | آری            |                 |
| نادر گلچین                 | دست از طلب (جام عشق)              | حافظ              | آری            | آری             |
| نادر گلچین                 | دو دریچه                          | مهدی اخوان ثالث   | آری            | حسن یوسف‌زمانی   |
| گروه کُر                    | مجاهد پیر                         |                   | آری            |                 |
| بیژن کامکار                | همت                               | اقبال لاهوری      | آری            |                 |
| محمدمهدی سپهر              | بهاران                            |                   | آری            |                 |
| مهدی سپهر و گروه کُر        | گل‌باران                           | محمدعلی سرامی     | آری            |                 |
| محمدمهدی سپهر              | پیمان با خدا                      | قدمعلی سرامی      | آری            |                 |
| محمدمهدی سپهر              | نام و ننگ                         | قدمعلی سرامی      | آری            |                 |
| محمدمهدی سپهر              | سرباختن                           | قدمعلی سرامی      | آری            |                 |
| محمدمهدی سپهر              | سه حرف گذشت                       | اقبال لاهوری      | آری            |                 |
| محمدمهدی سپهر              | مژدهٔ پرستو                        | کریم فکور         | آری            |                 |
| مهرداد کاظمی               | آذین                              | قدمعلی سرامی      | آری            |                 |
| مهرداد کاظمی               | کردستانی                          | قدمعلی سرامی      | آری            |                 |
| سیما بینا                  | دل گمراه                          | سیمین بهبهانی     | آری            |                 |
| عهدیه                      | چشمه‌ها                            | عبدالله الفت      | آری            |                 |
| عهدیه                      | خورشید هوس                        | سیمین بهبهانی     | آری            |                 |
| عهدیه                      | عطش                               | اصغر واقدی        | آری            | فریدون شهبازیان |
| سوگل                       | باغ نقره                          | قدمعلی سرامی      | آری            |                 |
| سوگل                       | دورم ازش                          | قدمعلی سرامی      | آری            |                 |
| فرهی                       | شبنم                              | خلیل یوسف‌زمانی    | آری            |                 |
| محمد محمدیان               | خصم دون                           |                   | آری            |                 |
| پروین                      | سکوت صحرا                         | نیاز کرمانی       | آری            |                 |
| پروین                      | بنفشه بهاری                       | نیاز کرمانی       | آری            |                 |
| رشید وطن‌دوست               | کسب دانش                          | محمود شاهرخی      | آری            |                 |
| رشید وطن‌دوست               | راز پایندگی                       | محمود شاهرخی      | آری            |                 |
| مظهر خالقی                 | نسیم پاییزی                       | علی احمدی         | آری            |                 |
| مظهر خالقی                 | گل نیشان (کُردی)                   |                   | آری            |                 |
| مظهر خالقی                 | سه رهرو (کُردی)                    |                   | آری            |                 |
| مظهر خالقی                 | روله (کُردی)                       |                   | آری            |                 |
| مظهر خالقی                 | کابوکی (کُردی)                     |                   | آری            |                 |
| مظهر خالقی                 | په پولهٔ آزادی (کُردی)              |                   | آری            |                 |
| مظهر خالقی                 | کردستان زیبا (کُردی)               |                   | آری            |                 |
| مظهر خالقی                 | شده لار (کُردی)                    |                   | آری            |                 |
| مظهر خالقی                 | نازدار (کُردی)                     |                   | آری            |                 |
| مظهر خالقی                 | بزم بهاری (کُردی)                  |                   | آری            |                 |
| محمدعلی قدمی               | نماز عاشقان                       | قدمعلی سرامی      | آری            |                 |
| محمدعلی قدمی               | تماشا                             | سعدی              | آری            |                 |
| محمدعلی قدمی               | بوی بهار (بوی بهار)               | مولوی             | آری            |                 |
| همایون شجریان              | دشت                               | فریدون مشیری      | آری            |                 |
| جمال‌الدین منبری            | دام بلا                           | سعدی              | آری            |                 |
| رضا منفرد                  | عید آمد، عید آمد، آن بخت سعید آمد | مولوی             | آری            |                 |
| محمد گلریز                 | راه وحدت                          | سنایی             | آری            |                 |
| گروه کُر                    | ندا (ای محمّد)                     |                   | آری            |                 |
| گروه کُر                    | ابوعمار                           | قدمعلی سرامی      | آری            |                 |
| نادر وثوقی                 | برخیز                             | محمود شاهرخی      | آری            |                 |
| حمید غلامعلی               | نسیم                              | هرمز فرهادی       | آری            |                 |
| بهرام سارنگ و گروه کُر      | غمی سنگین                         | محمود شاهرخی      | آری            |                 |
| بهرام سارنگ                | محو جانان                         | پیرایه یغمایی     | آری            |                 |
| محمد معتمدی                | فروغ وفا                          | بیژن ترقی         | آری            | شهرام توکلی     |
| محمد عبدالحسینی و گروه کُر  | کاروان امید                       | هوشنگ ابتهاج      | آری            |                 |
| گروه کُر                    | سرای عشق حق                       | محمدرضا مهدی‌زاده  | حسن اعتمادی    | آری             |
| محمدعلی قدمی               | گرداب                             | عرفانیان          |                | آری             |
| گروه کُر                    | شکرانه پیروزی                     | حمید سبزواری      | مسعود قانع‌نیا  | آری             |
| محمد گلریز                 | حیات جاودان                       | سعدی              | عرفانیان       | آری             |
| رشید وطن‌دوست               | وحدت                              | محمود شاهرخی      | رضاقلی ملکی    | آری             |
| اسفندیار قره‌باغی           | دلدادگان                          |                   |                | آری             |
| رشید فیض‌نژاد               | پاسداران (کُردی)                   | رشید فیض‌نژاد      | رشید فیض‌نژاد   | آری             |
|                            | دایه دایه                         |                   |                | آری             |